# Tim-Thilo Fellmer
Tim-Thilo Fellmer (* 27. Dezember 1967 in Frankfurt am Main) ist ein deutscher Kinderbuchautor und Alphabetisierungsreferent.

## Leben
In der zweiten Klasse erhielt Fellmer eine Legasthenie-Diagnose. Er schloss die Hauptschule nach elf Schuljahren als funktionaler Analphabet ab und begann eine Lehre als Kfz-Mechaniker, die er nach eigener Aussage nur mithilfe der Unterstützung seiner Lebensgefährtin – etwa beim Verfassen von Berichtsheften – absolvieren konnte.
Mit Mitte 20 outete er sich als Analphabet und besuchte daraufhin über zehn Jahre lang Kurse an der Volkshochschule sowie bei kirchlichen und sozialen Trägern, bis er richtig lesen und schreiben konnte. Ermutigt durch das Lob seiner Volkshochschullehrer schrieb er rund viereinhalb Jahre an seinem ersten Buch Fuffi der Wusel, das 2004 erschien. In seinen Erzählungen thematisiert er Freundschaft, die Überwindung von Hindernissen und die Entwicklung kleiner Helden.
Fellmer betreibt einen kleinen Selbstverlag, ist Gründungsmitglied des Alfa-Selbsthilfe Dachverbands e.V. und arbeitet als Botschafter des Bundesverbandes Alphabetisierung und Grundbildung. Er hält insbesondere an Grund- und Hauptschulen Vorträge und liest aus seinen Büchern vor.

## Werke
- Fuffi der Wusel. Selbstverlag, Liederbach 2004, ISBN 3-00-014997-X (Illustrationen von Hans Ullrich).
- mit Matthias Eiles: Felix auf Ballhöhe in Südafrika. Verlag Die Werkstatt, Göttingen 2010, ISBN 978-3-89533-731-4 (archive.org – Illustrationen von Uschi Heusel).
- Von A bis Z – Leseheft für den Alphabetisierungskurs. Lesestufe 1, Deutsch als Zweitsprache für Erwachsene. Klett, Stuttgart 2014, ISBN 978-3-12-676050-8.